# Parlamentswahl in Malta 2008
- MLP: 34
- PN: 35

Die Parlamentswahl in Malta 2008 zur Wahl der Abgeordneten des Repräsentantenhauses, dem Parlament der Republik Malta, fand am 8. März 2008 statt.
Um die 65 Sitze im Parlament bewarben sich mehrere Parteien. Aufgrund des Wahlrechtes wurde bereits im Vorfeld damit gerechnet, dass erneut nur zwei Parteien in das Parlament einziehen würden, nämlich die christdemokratische Regierungspartei Partit Nazzjonalista (PN) unter Führung von Premierminister Lawrence Gonzi sowie die größte Oppositionspartei, die sozialdemokratische Malta Labour Party (MLP) unter Alfred Sant. Neben diesen beiden Traditionsparteien traten zwei kleinere Parteien landesweit an: die grüne Alternattiva Demokratika (AD) und die rechtsgerichtete Azzjoni Nazzjonali (AN).
Für das Ergebnis der letzten Wahl siehe: Liste der Parlamentsabgeordneten von Malta (10. Wahlperiode).
Die Wahllokale sind traditionell zwischen 7:00 Uhr und 22:00 Uhr geöffnet. Aufgrund des schlechten Wetters entschied sich die Wahlkommission, die Wahllokale 2008 bis 23:00 Uhr offen zu halten.

## Wahlergebnisse
Das maltesische Wahlsystem basiert auf dem System der übertragbaren Einzelstimmgebung (STV). Es gibt 13 Wahlkreise, in denen je fünf Sitze vergeben werden. Allerdings erhält eine Partei, die landesweit eine Mehrheit der Stimmen erreicht (popular vote), ohne zugleich eine Mehrheit der Sitze in den Wahlkreisen zu gewinnen, so viele zusätzliche Sitze, dass sie auch im Parlament auf eine Mehrheit kommt.
Dies war bei der Wahl 2008 der Fall. Zwar gewann die Malta Labour Party (MLP) 34 Sitze und die Nationalist Party (maltesisch Partit Nazzjonalista, PN) nur 31. Insgesamt hatte die PN jedoch einen knappen Vorsprung von rund 1500 Wählerstimmen: Sie erreichte landesweit 49,3 Prozent, während die MLP auf 48,8 Prozent kam. Aus diesem Grund wurden der PN vier zusätzliche Parlamentssitze zugesprochen, sodass sie insgesamt 35, die MLP 34 Sitze erreichte.
Ein wesentlicher Grund für die Wahlniederlage der MLP war dabei auch das für ihre Verhältnisse gute Abschneiden der grünen Alternattiva Demokratika, die mit 1,31 Prozent das zweitbeste Ergebnis ihrer Parteigeschichte erzielte, ohne aber einen Sitz im Parlament zu erreichen.
| Parlamentswahl in Malta 2008                    | Parlamentswahl in Malta 2008                    | Parlamentswahl in Malta 2008 | Parlamentswahl in Malta 2008 | Parlamentswahl in Malta 2008 | Parlamentswahl in Malta 2008 | Parlamentswahl in Malta 2008 |  |
| Partei                                          | Partei                                          | Stimmen 1. Präferenz         | Stimmen 1. Präferenz         | Stimmen 1. Präferenz         | Sitze                        | Sitze                        |  |
| Partei                                          | Partei                                          | Zahl                         | %                            | +/-                          | Zahl                         | +/-                          |  |
| ----------------------------------------------- | ----------------------------------------------- | ---------------------------- | ---------------------------- | ---------------------------- | ---------------------------- | ---------------------------- |  |
|                                                 | Partit Nazzjonalista (PN)                       | 143.468                      | 49,34 %                      | ▼2,45 %                      | 35                           | ▬                            |  |
|                                                 | Malta Labour Party (MLP)                        | 141.888                      | 48,79 %                      | ▲1,28 %                      | 34                           | ▲4                           |  |
|                                                 | Alternattiva Demokratika (AD)                   | 3.810                        | 1,31 %                       | ▲0,63 %                      | 0                            | ▬                            |  |
|                                                 | Azzjoni Nazzjonali (AN)                         | 1.461                        | 0,50 %                       | Neu                          | 0                            | Neu                          |  |
|                                                 | Imperium Europa (IE)                            | 84                           | 0,03 %                       | Neu                          | 0                            | Neu                          |  |
|                                                 | Sonstige                                        | 66                           | 0,02 %                       | Neu                          | 0                            | Neu                          |  |
|                                                 | Unabhängige                                     | 22                           | 0,01 %                       | ▬                            | 0                            | ▬                            |  |
| Gesamt                                          | Gesamt                                          | 290.799                      | 100,00 %                     |                              | 69                           | ▲4                           |  |
|                                                 |                                                 |                              |                              |                              |                              |                              |  |
| Gültige Stimmen                                 | Gültige Stimmen                                 | 290.799                      | 98,84 %                      |                              |                              |                              |  |
| Ungültige Stimmen                               | Ungültige Stimmen                               | 3.415                        | 1,16 %                       |                              |                              |                              |  |
| Abgegebene Stimmen                              | Abgegebene Stimmen                              | 294.214                      | 100,00 %                     |                              |                              |                              |  |
| Anzahl der Wahlberechtigten und Wahlbeteiligung | Anzahl der Wahlberechtigten und Wahlbeteiligung | 315.357                      | 93,30 %                      | ▼3,65 %                      |                              |                              |  |

Für die einzelnen Abgeordneten siehe: Liste der Parlamentsabgeordneten von Malta (11. Wahlperiode).

## Regierungsbildung
Am 12. März 2008 wurde Lawrence Gonzi als Premierminister für die 11. Wahlperiode vereidigt.